# Östersunds FK
Östersunds FK is een Zweedse voetbalclub uit Östersund in de provincie Jämtland. De club is opgericht op 31 oktober 1996. De ploeg uit Norrland speelde in 2016 voor het eerst in de geschiedenis in de Allsvenskan. De thuiswedstrijden worden gespeeld in de Jämtkraft Arena. 

## Geschiedenis

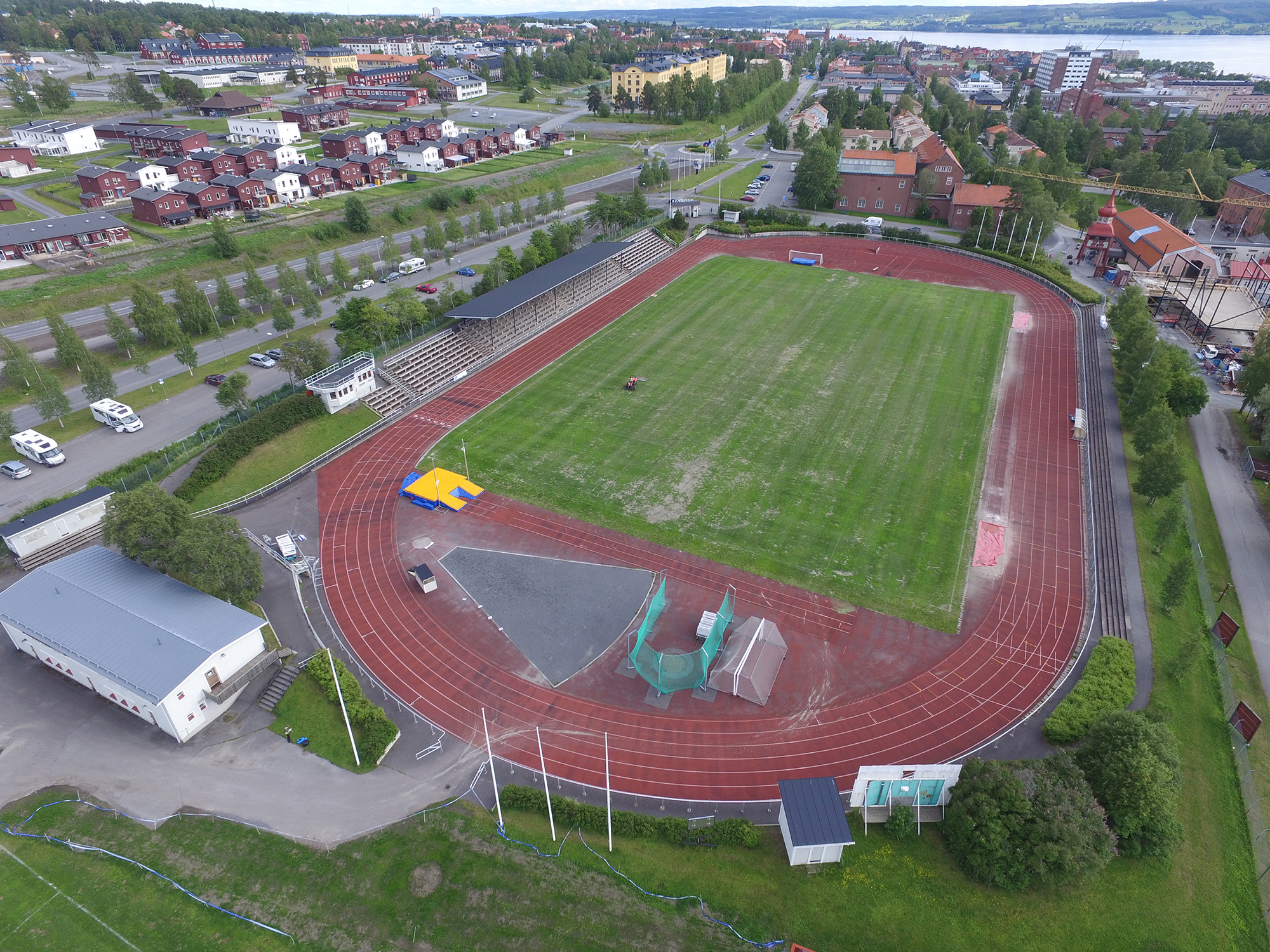
Voordat de club intrek nam in de Jämtkraft Arena, speelde de ploeg in het Hofvallen.

De club is ontstaan uit een fusie tussen de drie clubs Ope IF, IFK Östersund en Östersund/Torvalla FF. De nieuwe club zou de plaats innemen van Ope IF, dat uitkwam in de Division 2 Norrland (toen nog derde klasse). Door de herstructurering in het Zweedse voetbalsysteem in 2006, kon Östersund in 2005 'promoveren' naar de Division 1, de nieuw gevormde derde klasse. Östersunds bleef dus op het derde niveau actief. 

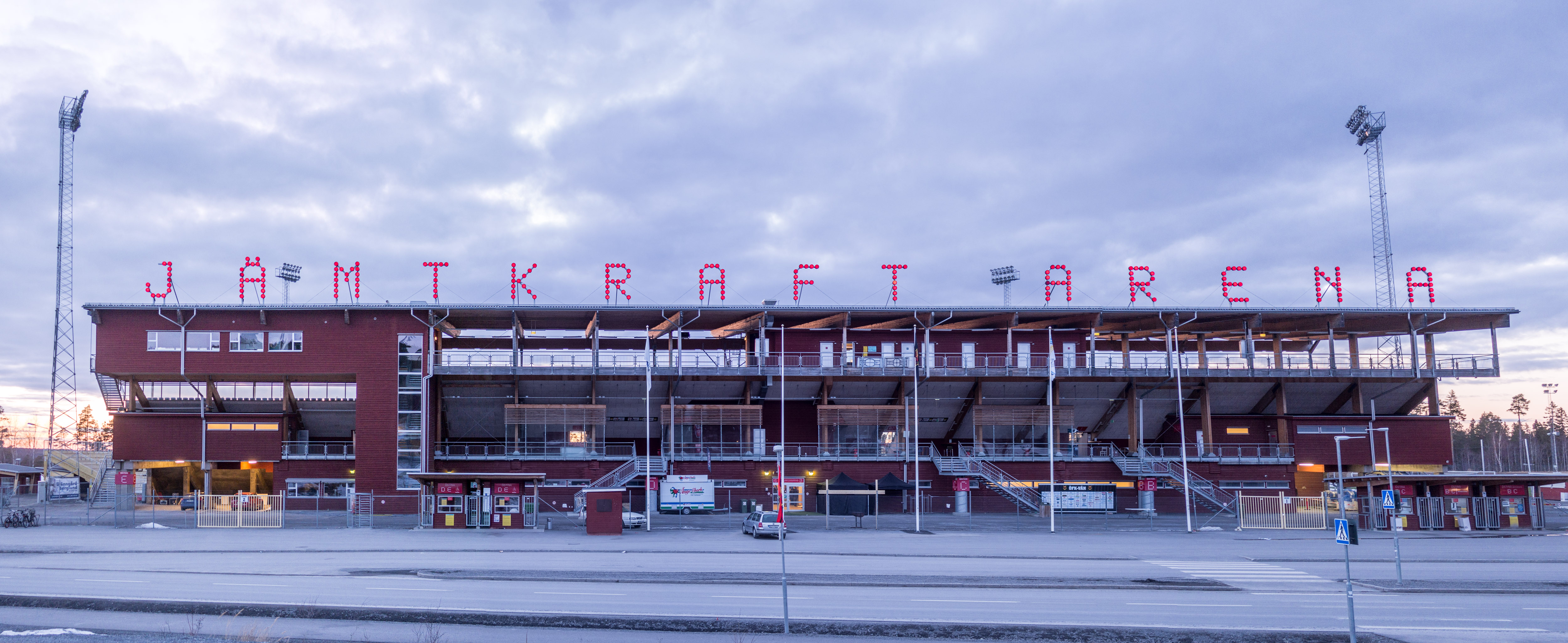
De Jämtkraft Arena is een van de noordelijkst gelegen stadions van Zweden.

In 2010 degradeerde de club terug naar de Division 2, de vierde klasse, maar kon na één jaar direct terug promoveren. Als promovendus deed de club het goed in haar terugkeer op niveau drie. Het wist op de laatste speeldag in de kampioenswedstrijd Sirius te verslaan in Uppsala. Hierdoor promoveert de club uit het noorden voor het eerst in zijn geschiedenis naar de Superettan. 
In de Superettan werden gelijk enkele publieksrecords verbroken. Het record sneuvelt eerst in de wedstrijd tegen Assyriska, vervolgens werd weer verbeterd tegen Jönköpings Södra en in juli werd tegen Hammarby IF opnieuw het record verbroken: toen zaten er 6.032 mensen op de tribunes.

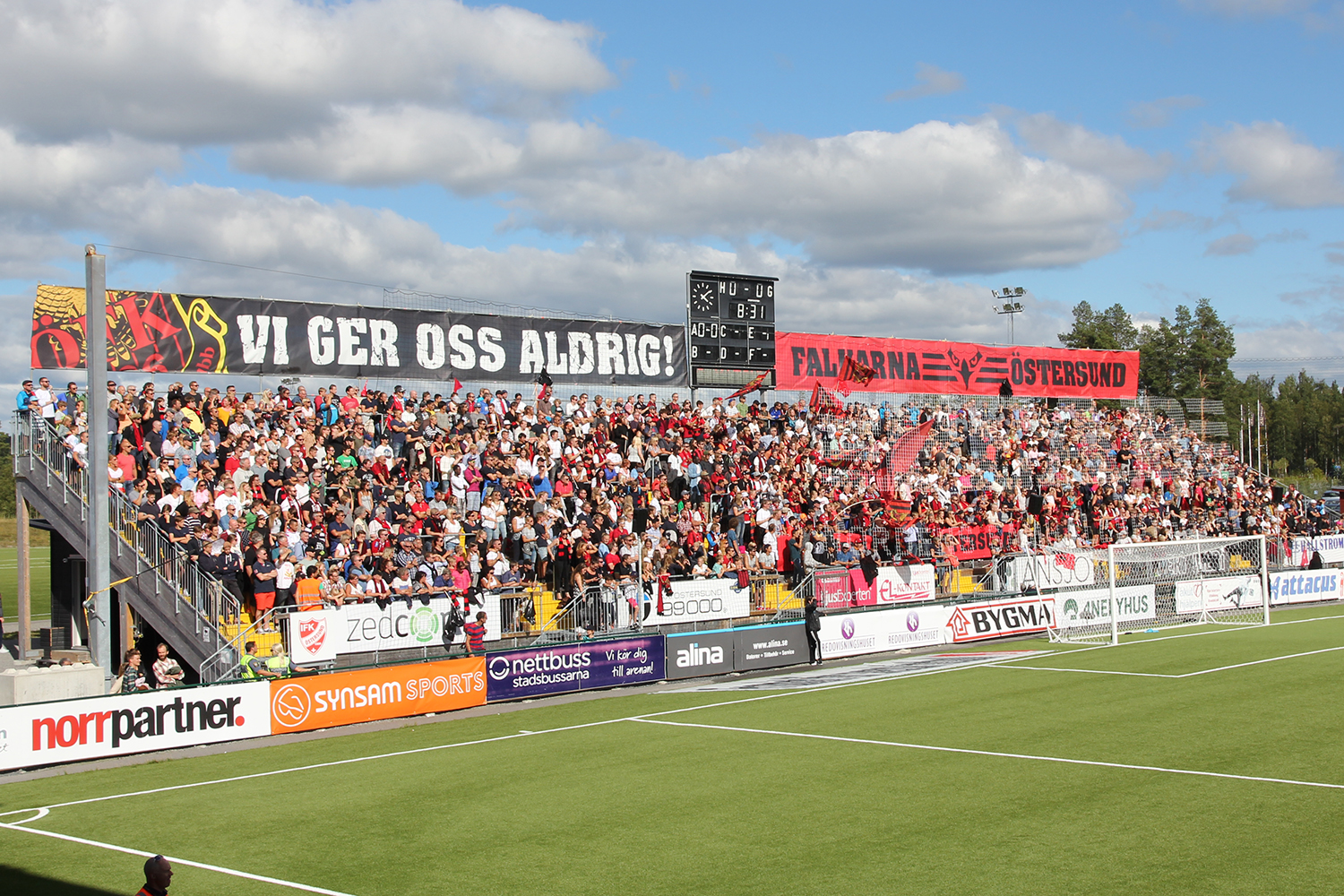
De tribune achter het doel met de eigen rood-zwarte aanhang.

Östersund timmert al jaren aan de weg om de Allsvenskan te bereiken. Onder de Engelse trainer-coach Graham Potter lukte dat uiteindelijk in het seizoen 2015. Voor de Jämtlandse club was het het tweede seizoen ooit in de Superettan, maar als torenhoge favoriet wist men die favorietenrol waar te maken: op de voorlaatste speeldag haalde de ploeg in Södertälje een 1-1 gelijkspel over de streep tegen Syrianska FC en promoveerde daarmee voor het eerst in de geschiedenis naar de Allsvenskan. Het is bovendien de eerste club ooit uit de provincie Jämtland, die op het hoogste niveau acteert.
Op 13 april 2017 won de club voor het eerst in de historie de Zweedse beker. Het was met maar liefst 4-1 te sterk voor IFK Norrköping, na eerder achtereenvolgens Sollentuna FK (2-0), Varbergs BoIS (2-1), Nyköpings BIS (5-1), Hammarby IF (1-0), Trelleborgs FF (4-1) en titelverdediger BK Häcken (3-1) te hebben verslagen. In de Europa League van 2017 stuntte de ploeg door Galatasaray en PAOK te verslaan in de voorronde en zich de plaatsen voor de groepsfase. Hierbij versloeg het onder meer Hertha BSC en Zorya Loehansk en kwalificeerde zich zo voor de laatste 32.
In 2018 werd afscheid genomen van de uiterst succesvolle Engelse trainer Graham Potter. Hij leidde vanaf 2011 de club vanuit de Division 2, de vierde klasse, naar de Allvenskan en uiteindelijk bracht hij ÖFK bij de laatste 32 clubs van de Europa League. 
Daarna brak een onzekere tijd aan voor de club. Voorzitter Daniël Kindberg trad af vanwege financiële misdrijven, die hem uiteindelijk een gevangenisstraf van drie jaar opleverden. Tevens raakte de club in financieel zwaar weer, ondanks de economische voordelen die genoten werden vanwege het bereiken van de knock-out-fase van de Europa League van 2017. Hierbij werd het voortbestaan van de voetbalvereniging ernstig bedreigd. Hoewel de club voor het seizoen 2020 geen licentie toebedeeld kreeg van de Zweedse voetbalbond, kreeg men in tweede instantie alsnog groen licht voor het aantreden in de hoogste voetbalklasse. 
Het degradeerde het jaar erna alsnog naar de Superettan. Daar werd het op de laatste speeldag nog bewaard voor directe degradatie. Het voortbestaan kon weer niet worden verzekerd, maar de club kon nieuw sponsorgeld bemachtigen, waardoor een faillissement werd vermeden.

## Erelijst
| Competitie    | Aantal | Jaren |
| ------------- | ------ | ----- |
| Svenska Cupen | 1x     | 2017  |

De Zweedse voetbalclub Östersunds FK debuteerde in 2017 op Europees niveau. Hieronder volgt een overzicht van de gespeelde wedstrijden per seizoen.

## Eindklasseringen
| 7 |

| 2 |

| 1 |

| 5 |

| 3 |

| 5 |

| 2 |

| 4 |

| 2 |

| 11 |

| 11 |

| 10 |

| 11 |

| 13 |

| 1 |

| 1 |

| 10 |

| 5 |

| 2 |

| 8 |

| 5 |

| 6 |

| 12 |

| 13 |

| 16 |

| 14 |

| 5 |

| 14 |

| Allsvenskan | Superettan | Ettan | Division 2 (Niv. 4) |

Namen Niveau 2:  1926-1986 Division 2; 1987-1999 Division 1. 

Namen Niveau 3:  tot 1987 Division 3; 1987-2005 Division 2; 2006-2019 Division 1. 
| Seizoen | №  | Clubs | Divisie             | Duels | Winst | Gelijk | Verlies | GF | GA | Doelsaldo | Punten | Tsch  |
| ------- | -- | ----- | ------------------- | ----- | ----- | ------ | ------- | -- | -- | --------- | ------ | ----- |
| 2011    | 1  | 12    | Division 2 Norrland | 22    | 16    | 4      | 2       | 51 | 12 | +39       | 52     |       |
| 2012    | 1  | 14    | Division 1 Norra    | 26    | 15    | 8      | 3       | 50 | 21 | +29       | 53     |       |
| 2013    | 10 | 16    | Superettan          | 30    | 10    | 9      | 11      | 39 | 38 | +1        | 39     | 3.320 |
| 2014    | 5  | 16    | Superettan          | 30    | 12    | 9      | 9       | 40 | 40 | 0         | 45     | 3.022 |
| 2015    | 2  | 16    | Superettan          | 30    | 18    | 8      | 4       | 56 | 25 | +31       | 62     | 3.857 |
| 2016    | 8  | 16    | Allsvenskan         | 30    | 12    | 6      | 12      | 44 | 46 | –2        | 42     | 5.914 |
| 2017    | 5  | 16    | Allsvenskan         | 30    | 13    | 11     | 6       | 48 | 32 | +16       | 50     | 5.265 |
| 2018    | 6  | 16    | Allsvenskan         | 30    | 15    | 4      | 11      | 51 | 39 | +12       | 49     | 6.021 |
| 2019    | 12 | 16    | Allsvenskan         | 30    | 5     | 10     | 15      | 27 | 52 | –25       | 25     | 4.809 |
| 2020    | 13 | 16    | Allsvenskan         | 30    | 8     | 9      | 13      | 27 | 46 | –19       | 33     | 0     |
| 2021    | 16 | 16    | Allsvenskan         | 30    | 3     | 5      | 22      | 24 | 59 | +35       | 14     | 1.128 |
| 2022    | 14 | 16    | Superettan          | 30    | 7     | 10     | 13      | 32 | 44 | –12       | 31     | 1.523 |
| 2023    | 5  | 16    | Superettan          | 30    | 10    | 12     | 8       | 44 | 39 | +5        | 42     | 2.226 |
| 2024    | 14 | 16    | Superettan          | 30    | 8     | 8      | 14      | 30 | 44 | –14       | 32     | 2.258 |

## In Europa
#Q = #kwalificatieronde, #R = #ronde, PO=Play Offs, Groep = groepsfase, T/U = Thuis/Uit, W = Wedstrijd, PUC = punten UEFA coëfficiënten .
Uitslagen vanuit gezichtspunt Östersunds FK
| Seizoen | Competitie    | Ronde        | Land                 | Club            | Totaalscore | 1e W    | 2e W    | PUC  |
| ------- | ------------- | ------------ | -------------------- | --------------- | ----------- | ------- | ------- | ---- |
| 2017/18 | Europa League | 2Q           | Vlag van Turkije     | Galatasaray SK  | 3-1         | 2-0 (T) | 1-1 (U) | 14.5 |
|         |               | 3Q           | Vlag van Luxemburg   | Fola Esch       | 3-1         | 1-0 (T) | 2-1 (U) | 14.5 |
|         |               | PO           | Vlag van Griekenland | PAOK Saloniki   | 3-3 u       | 2-0 (T) | 1-3 (U) | 14.5 |
|         |               | Groep J      | Vlag van Spanje      | Athletic Bilbao | 2-3         | 2-2 (T) | 0-1 (U) | 14.5 |
|         |               | Groep J      | Vlag van Duitsland   | Hertha BSC      | 2-1         | 1-0 (T) | 1-1 (U) | 14.5 |
|         |               | Groep J (2e) | Vlag van Oekraïne    | Zorja Loehansk  | 4-0         | 2-0 (U) | 2-0 (T) | 14.5 |
|         |               | 2R           | Vlag van Engeland    | Arsenal FC      | 2-4         | 0-3 (T) | 2-1 (U) | 14.5 |

Totaal aantal punten voor UEFA coëfficiënten:14.5
Zie ook
- Deelnemers UEFA-toernooien Zweden
- Eeuwige ranglijst van deelnemers UEFA-clubcompetities

## Trainer-coaches
- Sören Åkeby (1999)
- Hans Eskilsson (2002–2003)
- Graham Potter (2011-2018)
- Ian Burchnall (2018–2020)
- Amir Azrafshan (2020–)

## Bekende (oud-)spelers
- David Accam
- Chovanie Amatkarijo
- Rewan Amin (2018-2021)
- Modou Barrow
- Jamal Blackman
- Charlie Colkett (2019-
- Saman Ghoddos
- Simon Kroon (2018-
- Marco Weymans (2019-
- Isak Ssewankambo (2019-